# Uthina ratchaburi
Espèce
Uthina ratchaburi est une espèce d'araignées aranéomorphes de la famille des Pholcidae.

## Distribution
Cette espèce est endémique de la province de Ratchaburi en Thaïlande,. Elle se rencontre dans la grotte Tham Phraya Prap.

## Description
Le mâle holotype mesure 4,9 mm.

## Étymologie
Son nom d'espèce lui a été donné en référence au lieu de sa découverte, la province de Ratchaburi.

## Publication originale
- Huber, 2011 : Revision and cladistic analysis of Pholcus and closely related taxa (Araneae, Pholcidae). Bonner zoologische Monographien, no 58, p. 1-509 (texte intégral).